# Formuła 1 Sezon 1962
Sezon 1962 Formuły 1 – trzynasty sezon Mistrzostw Świat Formuły 1.

## Przebieg
Mistrzostwo konstruktorów zdobył zespół BRM, z mistrzem kierowców Grahamem Hillem. Jack Brabham stworzył własny zespół w którym także startował zdobywając 9 punktów. Meksykanin Ricardo Rodríguez w swoim debiucie zdobył 4. miejsce mając 20 lat i 123 dni, tym samym stał się najmłodszym zdobywcą punktów w F1. Rekord ten został pobity 38 lat później przez Jensona Buttona, który swoje punkty zdobył w wieku 20 lat i 67 dni. Pod koniec sezonu podczas kwalifikacji do niezaliczanej do mistrzostw świata Grand Prix Meksyku Rodríguez zginął w wypadku.

## Eliminacje
| Runda | Nazwa                           | Tor                          | Data           | Pole position | Najszybsze okr. | Zwycięzca     | Stajnia       | Opony | Wyniki |
| ----- | ------------------------------- | ---------------------------- | -------------- | ------------- | --------------- | ------------- | ------------- | ----- | ------ |
| 1     | Grand Prix Holandii             | Circuit Park Zandvoort       | 20 maja        | John Surtees  | Bruce McLaren   | Graham Hill   | BRM           | D     | wyniki |
| 2     | Grand Prix Monako               | Circuit de Monaco            | 3 czerwca      | Jim Clark     | Jim Clark       | Bruce McLaren | Cooper-Climax | D     | wyniki |
| 3     | Grand Prix Belgii               | Circuit de Spa-Francorchamps | 17 czerwca     | Graham Hill   | Jim Clark       | Jim Clark     | Lotus-Climax  | D     | wyniki |
| 4     | Grand Prix Francji              | Rouen-Les-Essarts            | 8 lipca        | Jim Clark     | Graham Hill     | Dan Gurney    | Porsche       | D     | wyniki |
| 5     | Grand Prix Wielkiej Brytanii    | Aintree Motor Racing Circuit | 21 lipca       | Jim Clark     | Jim Clark       | Jim Clark     | Lotus-Climax  | D     | wyniki |
| 6     | Grand Prix Niemiec              | Nürburgring                  | 5 sierpnia     | Dan Gurney    | Graham Hill     | Graham Hill   | BRM           | D     | wyniki |
| 7     | Grand Prix Włoch                | Autodromo Nazionale di Monza | 16 września    | Jim Clark     | Graham Hill     | Graham Hill   | BRM           | D     | wyniki |
| 8     | Grand Prix Stanów Zjednoczonych | Watkins Glen International   | 7 października | Jim Clark     | Jim Clark       | Jim Clark     | Lotus-Climax  | D     | wyniki |
| 9     | Grand Prix Południowej Afryki   | Prince George Circuit        | 29 grudnia     | Jim Clark     | Jim Clark       | Graham Hill   | BRM           | D     | wyniki |

## Lista startowa

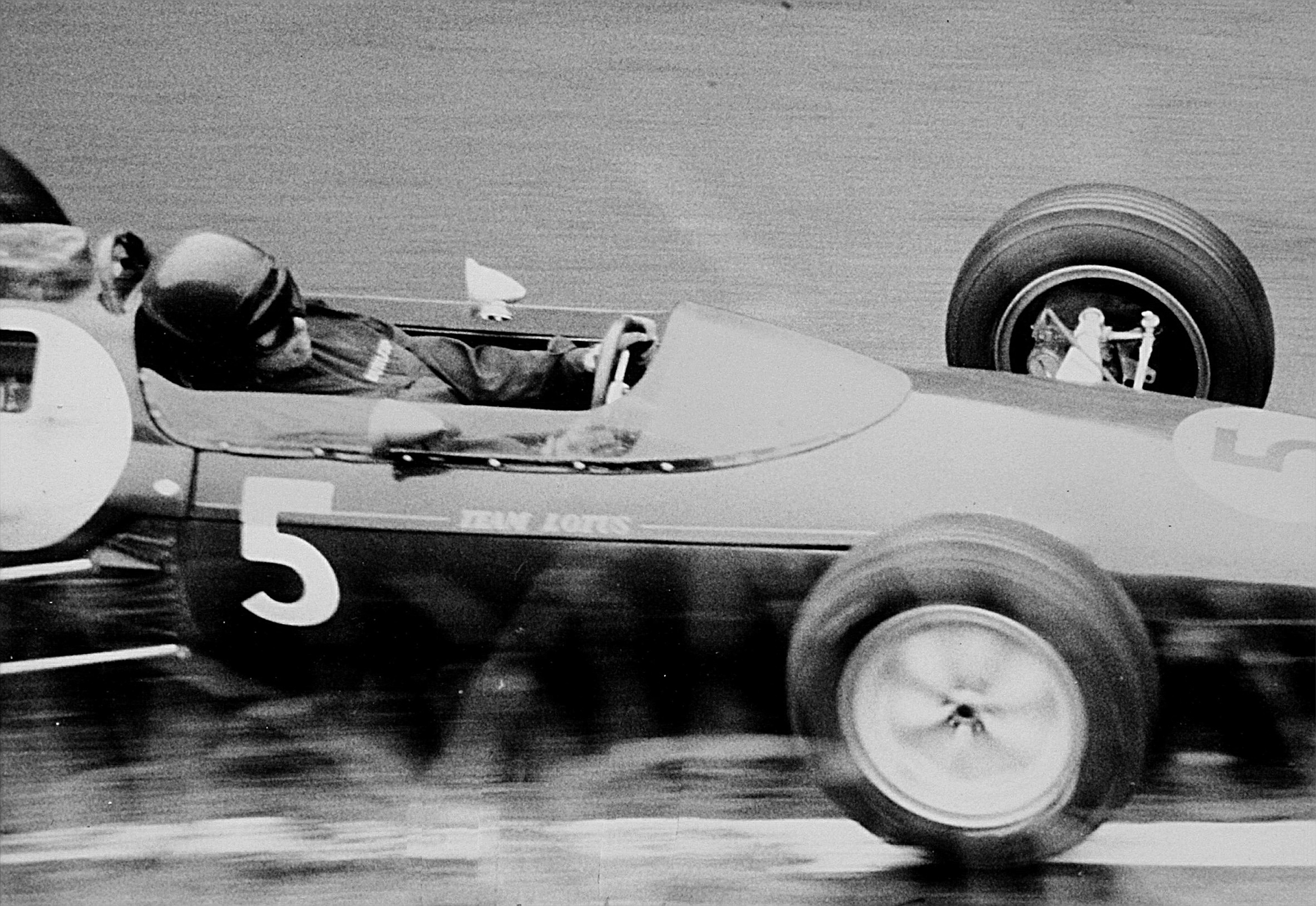
Najlepszy kierowca Lotusa – Jim Clark podczas Grand Prix Niemiec 1962

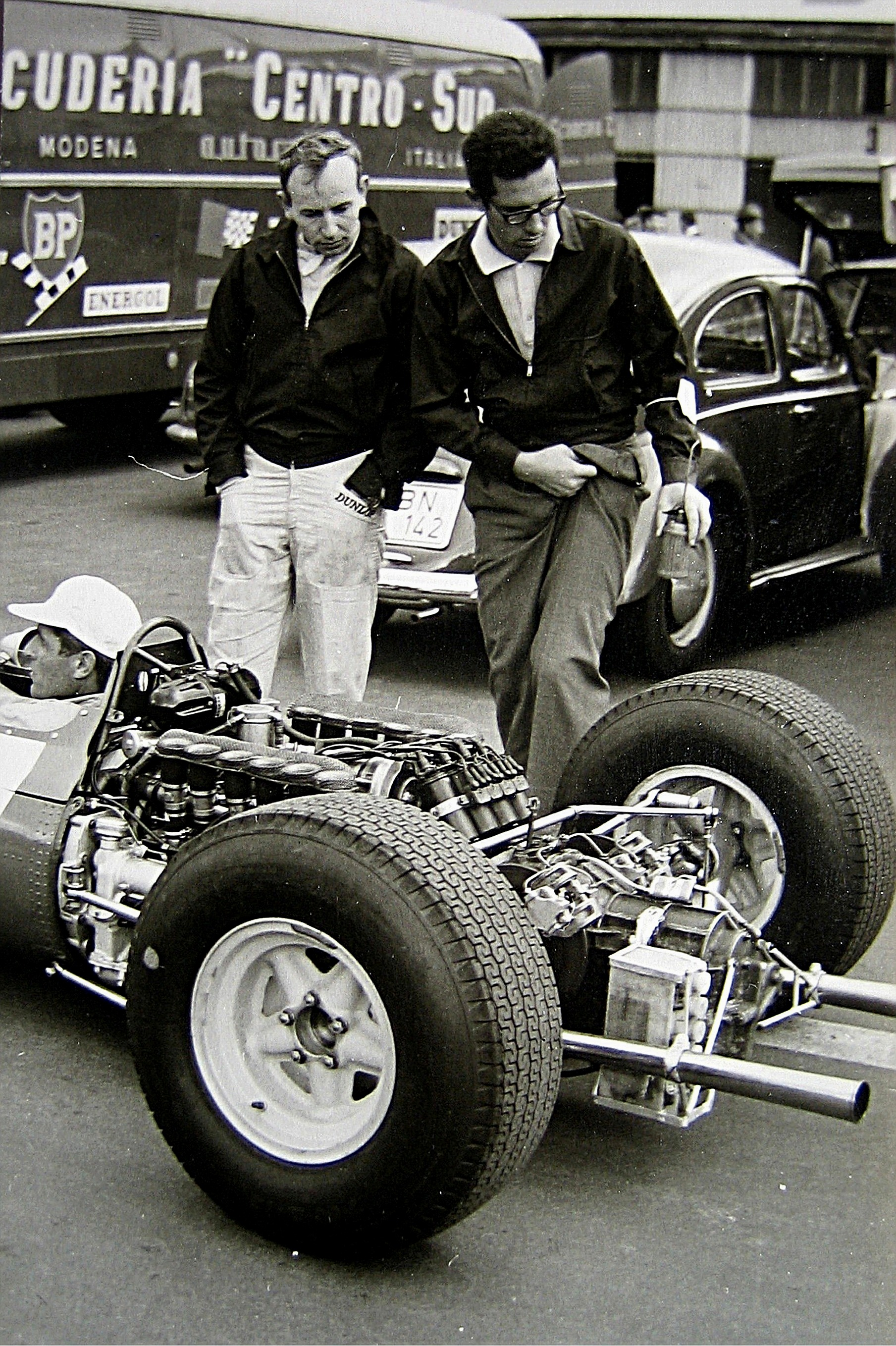
Kierowca teamu Lola-Climax – John Surtees (po lewej)

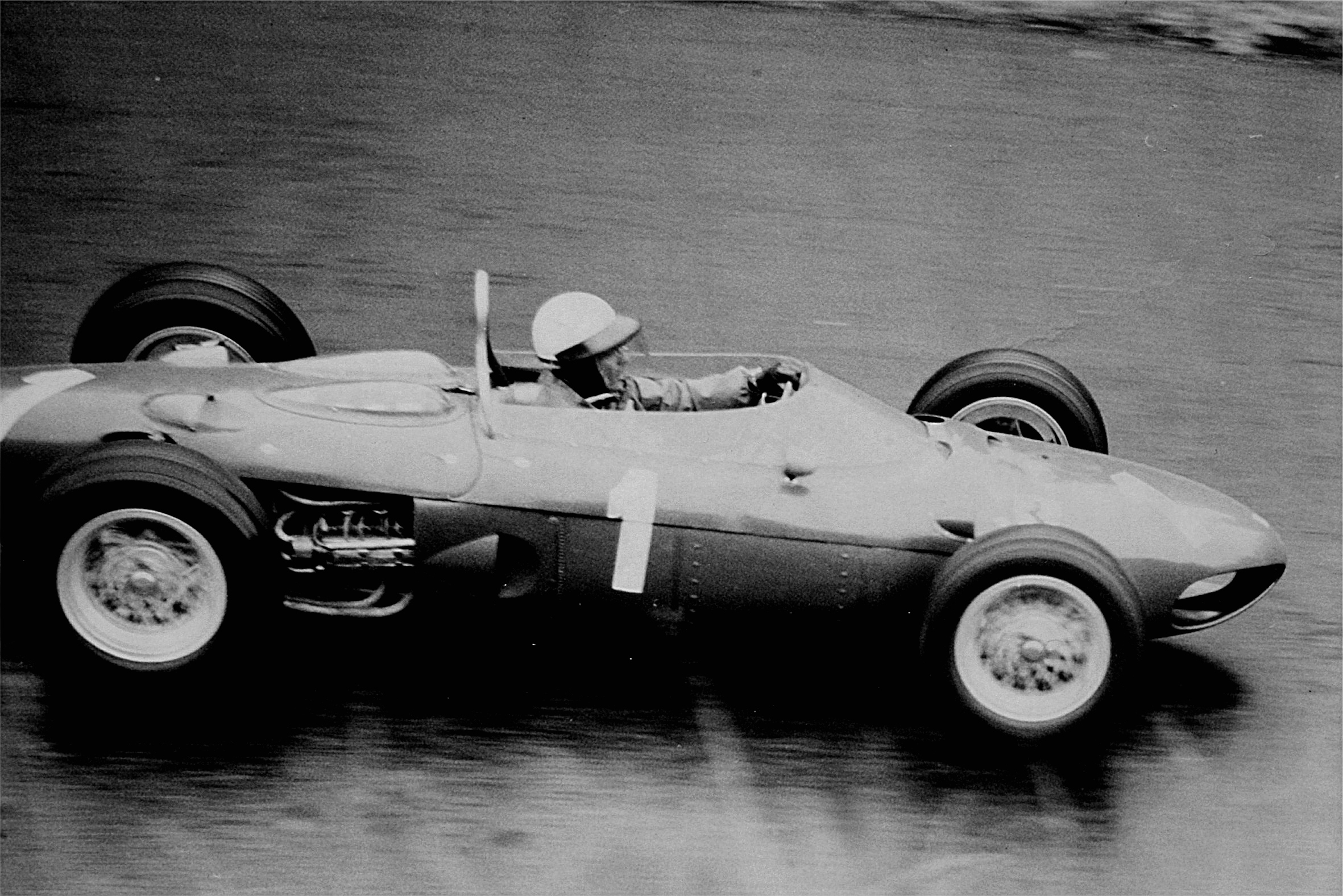
Kierowca teamu Ferrari, mistrz świata z sezonu 1961 – Phil Hill, podczas wyścigu na Nürburgring

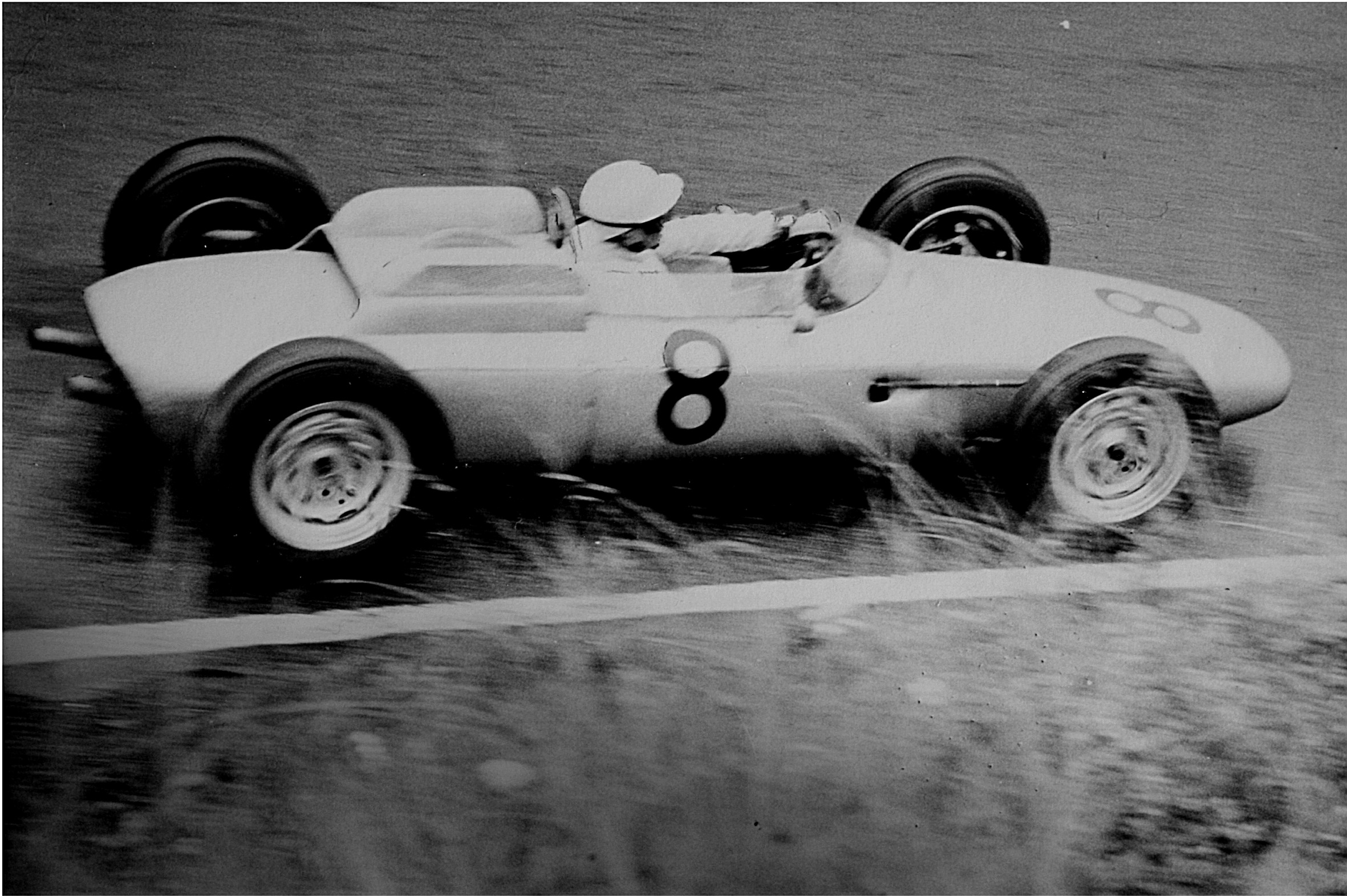
Szwed Joakim „Jo” Bonnier podczas wyścigu w Niemczech

| Team               | Kierowcy | Starty        |
| ------------------ | --- | ------------- |
| BRM                | Graham Hill Richie Ginther Jackie Lewis Bruce Johnstone | 9 1           |
| Lotus-Climax       | Trevor Taylor Jim Clark Innes Ireland Maurice Trintignant Jack Brabham Jo Siffert Jay Chamberlain Masten Gregory Nino Vaccarella Tony Shelly Lucien Bianchi John Campbell-Jones Gerry Ashmore Ernesto Prinoth Roger Penske Rob Schroeder Neville Lederle Ernie Pieterse | 9 8 6 5 3 2 1 |
| Cooper-Climax      | Tony Maggs Bruce McLaren Jackie Lewis Ian Burgess Bernard Collomb Hap Sharp Timmy Mayer John Love | 9 4 3 1       |
| Lola-Climax        | John Surtees Roy Salvadori | 9 7           |
| Porsche            | Carel Godin de Beaufort Jo Bonnier Dan Gurney Ben Pon Heinz Schiller Heini Walter Nino Vaccarella | 9 7 1         |
| Ferrari            | Phil Hill Giancarlo Baghetti Ricardo Rodríguez Lorenzo Bandini Willy Mairesse | 6 4 3         |
| Brabham-Climax     | Jack Brabham | 3             |
| Lotus-BRM          | Masten Gregory Jo Siffert Wolfgang Seidel Heinz Schiller Günther Seiffert Tony Shelly | 4 2 1         |
| de Tomaso-O.S.C.A. | Roberto Lippi | 1             |
| de Tomaso          | Nasif Estéfano | 1             |
| LDS-Alfa Romeo     | Doug Serrurier | 1             |
| Gilby-BRM          | Keith Greene | 2             |
| ENB-Maserati       | Lucien Bianchi | 1             |
| Emeryson-Climax    | Tony Settember Wolfgang Seidel | 2 1           |
| Cooper-Alfa Romeo  | Mike Harris | 1             |

## Klasyfikacja kierowców
| Legenda oznaczeń w tabelach wyników Wyświetl szablon na nowej stronie | Legenda oznaczeń w tabelach wyników Wyświetl szablon na nowej stronie                                                                     |
| Oznaczenie                                                            | Wyjaśnienie |
| --------------------------------------------------------------------- | --- |
| Złoty                                                                 | Zwycięzca lub mistrzostwo |
| Srebrny                                                               | 2. miejsce lub wicemistrzostwo |
| Brązowy                                                               | 3. miejsce lub II wicemistrzostwo |
| Zielony                                                               | Ukończył, punktował (w klasyfikacji generalnej, gdy zdobył co najmniej jeden punkt na przestrzeni sezonu, poza trzema powyższymi opcjami) |
| Niebieski                                                             | Ukończył, nie punktował (w klasyfikacji generalnej, gdy nie zdobył co najmniej jednego punktu na przestrzeni sezonu)                      |
| Czerwony                                                              | Nie zakwalifikował się (NZ) |
| Czerwony                                                              | Nie prekwalifikował się (NPK) |
| Różowy                                                                | Nie ukończył (NU) |
| Różowy                                                                | Niesklasyfikowany (NS) (w klasyfikacji generalnej, gdy nie został sklasyfikowany w żadnym wyścigu sezonu)                                 |
| Czarny                                                                | Zdyskwalifikowany (DK) |
| Czarny                                                                | Wykluczony (WYK/EX) |
| Biały                                                                 | Nie wystartował (NW) |
| Biały                                                                 | Kontuzjowany (K/INJ) |
| Biały                                                                 | Wyścig odwołany (OD/C) |
| Bez koloru                                                            | Został wycofany (WYC/WD) |
| Bez koloru                                                            | Nie przybył (NP/DNA) |
| Bez koloru                                                            | Nie brał udziału w treningach (NT/DNP) |
| Bez koloru                                                            | Nie został zgłoszony (–) |
| Pogrubienie                                                           | Start z pole position |
| Kursywa                                                               | Najszybsze okrążenie wyścigu |
| †                                                                     | Nie ukończył, ale jego rezultat został zaliczony ze względu na przejechanie więcej niż 90% dystansu wyścigu.                              |
| *                                                                     | Sezon w trakcie |
| 1/2/3                                                                 | Punktowana pozycja w sprincie kwalifikacyjnym                                                                                             |
| Lista systemów punktacji Formuły 1                                    | |

Punktacja:

Wyścig: 9-6-4-3-2-1 (sześć pierwszych pozycji)

Do klasyfikacji zaliczano 5 najlepszych wyników
| Poz. | Kierowca                | NED | MON  | BEL | FRA | GBR | GER | ITA | USA | RSA | Pkt.    |
| ---- | ----------------------- | --- | ---- | --- | --- | --- | --- | --- | --- | --- | ------- |
| 1    | Graham Hill             | 1   | (6)† | 2   | 9†  | (4) | 1   | 1   | (2) | 1   | 42 (52) |
| 2    | Jim Clark               | 9   | NU   | 1   | NU  | 1   | 4   | NU  | 1   | NU  | 30      |
| 3    | Bruce McLaren           | NU  | 1    | NU  | (4) | 3   | (5) | 3   | 3   | 2   | 27 (32) |
| 4    | John Surtees            | NU  | 4    | 5   | 5   | 2   | 2   | NU  | NU  | NU  | 19      |
| 5    | Dan Gurney              | NU  | NU   | NW  | 1   | 9   | 3   | 13† | 5   |     | 15      |
| 6    | Phil Hill               | 3   | 2    | 3   |     | NU  | NU  | 11  | NW  |     | 14      |
| 7    | Tony Maggs              | 5   | NU   | NU  | 2   | 6   | 9   | 7   | 7   | 3   | 13      |
| 8    | Richie Ginther          | NU  | NU   | NU  | 3   | 13  | 8   | 2   | NU  | 7   | 10      |
| 9    | Jack Brabham            | NU  | 8†   | 6   | NU  | 5   | NU  |     | 4   | 4   | 9       |
| 10   | Trevor Taylor           | 2   | NU   | NU  | 8   | 8   | NU  | NU  | 12  | NU  | 6       |
| 11   | Giancarlo Baghetti      | 4   |      | NU  |     |     | 10  | 5   |     |     | 5       |
| 12   | Lorenzo Bandini         |     | 3    |     |     |     | NU  | 8   |     |     | 4       |
| 13   | Ricardo Rodríguez       | NU  | NW   | 4   |     |     | 6   | 14† |     |     | 4       |
| 14   | Willy Mairesse          |     | 7†   | NU  |     |     |     | 4   |     |     | 3       |
| 15   | Joakim Bonnier          | 7   | 5    |     | NU  | NU  | 7   | 6   | 13  |     | 3       |
| 16   | Innes Ireland           | NU  | NU   | NU  | NU  | 16  |     | NU  | 8   | 5   | 2       |
| 17   | Carel Godin de Beaufort | 6   | NZ   | 7   | 6   | 14  | 13  | 10  | NU  | 11† | 2       |
| 18   | Masten Gregory          | NU  | NZ   | NU  | NU  | 7   |     | 12  | 6   |     | 1       |
| 19   | Neville Lederle         |     |      |     |     |     |     |     |     | 6   | 1       |
| –    | Maurice Trintignant     |     | NU   | 8   | 7   |     | NU  | NU  | NU  |     | 0       |
| –    | Jackie Lewis            | 8   | NZ   |     | NU  | 10  | 17† |     |     |     | 0       |
| –    | John Love               |     |      |     |     |     |     |     |     | 8   | 0       |
| –    | Nino Vaccarella         |     | NZ   |     |     |     | 15  | 9   |     |     | 0       |
| –    | Lucien Bianchi          |     |      | 9   |     |     | 16  |     |     |     | 0       |
| –    | Roger Penske            |     |      |     |     |     |     |     | 9   |     | 0       |
| –    | Bruce Johnstone         |     |      |     |     |     |     |     |     | 9   | 0       |
| –    | Jo Siffert              |     | NZ   | 10  | NU  |     | 12  | NZ  |     |     | 0       |
| –    | Rob Schroeder           |     |      |     |     |     |     |     | 10  |     | 0       |
| –    | Ernie Pieterse          |     |      |     |     |     |     |     |     | 10  | 0       |
| –    | Ian Burgess             |     |      |     |     | 12  | 11  | NZ  |     |     | 0       |
| –    | Tony Settember          |     |      |     |     | 11  |     | NU  |     |     | 0       |
| –    | John Campbell-Jones     |     |      | 11† |     |     |     |     |     |     | 0       |
| –    | Hap Sharp               |     |      |     |     |     |     |     | 11  |     | 0       |
| –    | Heini Walter            |     |      |     |     |     | 14  |     |     |     | 0       |
| –    | Jay Chamberlain         |     |      |     |     | 15  | NZ  | NZ  |     |     | 0       |
| –    | Wolfgang Seidel         | NS  |      |     |     | NU  | NZ  |     |     |     | 0       |
| –    | Roy Salvadori           | NU  | NU   |     | NU  | NU  | NU  | NU  | NW  | NU  | 0       |
| –    | Tony Shelly             |     |      |     |     | NU  | NZ  | NZ  |     |     | 0       |
| –    | Keith Greene            |     |      |     |     | NW  | NU  | NZ  |     |     | 0       |
| –    | Ben Pon                 | NU  |      |     |     |     |     |     |     |     | 0       |
| –    | Heinz Schiller          |     |      |     |     |     | NU  |     |     |     | 0       |
| –    | Bernard Collomb         |     |      |     |     |     | NU  |     |     |     | 0       |
| –    | Timmy Mayer             |     |      |     |     |     |     |     | NU  |     | 0       |
| –    | Doug Serrurier          |     |      |     |     |     |     |     |     | NU  | 0       |
| –    | Mike Harris             |     |      |     |     |     |     |     |     | NU  | 0       |
| –    | Günther Seiffert        |     |      |     |     |     | NZ  |     |     |     | 0       |
| –    | Gerry Ashmore           |     |      |     |     |     |     | NZ  |     |     | 0       |
| –    | Ernesto Prinoth         |     |      |     |     |     |     | NZ  |     |     | 0       |
| –    | Roberto Lippi           |     |      |     |     |     |     | NZ  |     |     | 0       |
| –    | Nasif Estéfano          |     |      |     |     |     |     | NZ  |     |     | 0       |
| –    | Jim Hall                |     |      |     |     |     |     |     | NW  |     | 0       |
| Poz. | Kierowca                | NED | MON  | BEL | FRA | GBR | GER | ITA | USA | RSA | Pkt.    |

## Klasyfikacja konstruktorów
Punktacja:

Wyścig: 9-6-4-3-2-1 (sześć pierwszych pozycji)

Do klasyfikacji zaliczano 5 najlepszych wyników

Tylko jeden, najwyżej uplasowany kierowca danego konstruktora, zdobywał dla niego punkty
| Poz. | Konstruktor       | NED | MON | BEL | FRA | GBR | GER | ITA | USA | RSA | Pkt.    |
| ---- | ----------------- | --- | --- | --- | --- | --- | --- | --- | --- | --- | ------- |
| 1    | BRM               | 1   | (6) | 2   | (3) | (4) | 1   | 1   | (2) | 1   | 42 (56) |
| 2    | Lotus-Climax      | 2   | 8   | 1   | 7   | 1   | 4   | 9   | 1   | (5) | 36 (38) |
| 3    | Cooper-Climax     | (5) | 1   | NU  | 2   | 3   | (5) | 3   | (3) | 2   | 29 (37) |
| 4    | Lola-Climax       | NU  | 4   | 5   | 5   | 2   | 2   | NU  | NU  | NU  | 19      |
| 5    | Porsche           | 6   | 5   | 7   | 1   | 9   | 3   | (6) | 5   | 11  | 18 (19) |
| 6    | Ferrari           | 3   | 2   | 3   | WD  | NU  | 6   | 4   | WD  |     | 18      |
| 7    | Brabham-Climax    |     |     |     |     |     | NU  |     | 4   | 4   | 6       |
| 8    | Lotus-BRM         |     | NZ  | NU  | NU  | NU  | NU  | 12  | 6   |     | 1       |
| –    | Emeryson-Climax   | NS  |     |     |     | 11  |     | NU  |     | WD  | 0       |
| –    | ENB-Maserati      |     |     |     |     |     | 16  |     |     |     | 0       |
| –    | Gilby-BRM         |     |     |     |     | WD  | NU  | NZ  |     |     | 0       |
| –    | LDS-Alfa Romeo    |     |     |     |     |     |     |     |     | NU  | 0       |
| –    | Cooper-Alfa Romeo |     |     |     |     |     |     |     |     | NU  | 0       |
| –    | De Tomaso         |     |     |     |     |     |     | NZ  |     |     | 0       |
| –    | De Tomaso-Osca    |     |     |     |     |     |     | NZ  |     |     | 0       |
| Poz. | Konstruktor       | NED | MON | BEL | FRA | GBR | GER | ITA | USA | RSA | Pkt.    |